# Михайлов, Никандр Осипович
Никандр Осипович Михайлов (бел. Нікандр Асіповіч Міхайлаў; 14 ноября 1899, Гродно — 28 августа 1941, Балтийское море) ― советский государственный деятель, юрист, редактор. Прокурор Белорусской ССР (1929―1931). Военный юрист 1-го ранга.

## Биография
В 1908—1914 годах учился в Гродненской гимназии. В начале Первой мировой войны в 1914 году убежал на фронт и находился там до 1916 года. Дослужился до чина унтер-офицера 101 Пермского стрелкового полка.
Февральскую революцию встретил, вернувшись с фронта в Тамбов. Продолжил обучение в гимназии и окончил её весной 1917 года. Во время службы в армии в 1922 году поступил в Белорусский государственный университет, где изучал право. Окончил университет в 1925 году. 18 августа 1926 года был назначен помощником Прокурора республики и стал работать в Наркомате юстиции БССР. Вскоре был назначен на должность прокурора БССР, на которой пробыл около двух лет.
С марта 1931 до сентября 1932 года — ответственный редактор газеты «Калгасьнік Беларусі».
В органах военной прокуратуры с июля 1932 г. По личному ходатайству был призван из запаса и назначен помощником военного прокурора ВМС на Дальнем Востоке. В августе 1933 года в соответствии с приказом Главного военного прокурора военный юрист 1 ранга Н. Михайлов назначен первым военным прокурором Тихоокеанского флота.
После начала Великой Отечественной войны, находившийся в запасе Н. Михайлов был призван в ряды РККА по мобилизации на Балтийский флот на должность старшего помощника военного прокурора флота в Таллин. 28 августа 1941 года приказом Главного прокурора Военно-Морского флота Н. О. Михайлов назначен исполняющим обязанности заместителя военного прокурора Балтийского флота.
Погиб 28 августа 1941 г. в Балтийском море при морском переходе кораблей из г. Таллина в г. Кронштадт.